# Michel Wenzer
Marco Michel Wenzer, född Michael Wenzer 6 juni 1968 i Vantörs församling i Stockholm, är en svensk dokumentärfilmare, fotograf och kompositör.
Wenzer regidebuterade med kortfilmen Three Poems by Spoon Jackson 2003, vilken handlade om den livstidsdömde amerikanske poeten Spoon Jackson. Intresset för Jackson fördjupades i 2011 års At Night I Fly, vilken belönades med en Guldbagge för "bästa dokumentär".

## Filmografi
Dokumentärer
- 2003 – Three Poems by Spoon Jackson
- 2011 – At Night I Fly

Musik
- 2003 – Three Poems by Spoon Jackson
- 2007 – Världens ände
- 2009 – Frau Berliner Mauer
- 2010 – Facing Genocide – Khieu Samphan and Pol Pot
- 2011 – At Night I Fly
- 2012 – Dublin
- 2013 – Belleville Baby